# РД-0109
РД-0109 — однокамерный жидкостный ракетный двигатель, работающий на керосине и жидком кислороде. Создан в Конструкторском бюро химавтоматики (КБХА), использовался на третьей ступени ракет-носителей «Восток» (Блок Е).

## История
После успеха «Спутника-1» Сергей Королёв направил серию писем в Центральный комитет КПСС с предложением смелого плана по отправке роботизированных космических аппаратов на Марс и Венеру. В рамках этого плана требовалась четвёртая ступень для усовершенствования трёхступенчатой ракеты Р-7 для обеспечения возможности отправки полезных грузов к этим объектам. Эта четвёртая ступень была названа Блок-Е, и её разработка началась в 1958 году.
В ОКБ-1 Королёва первоначально конкурировали два проекта двигательной установки блока Е: 8К72 с использованием двигателя РД-0105 ОКБ-154 С. А. Косберга и 8К73 с использованием двигателя РД-109 ОКБ-456 В.П. Глушко. Из-за сложности разработки последнего, было решено остановиться на проекте Косберга.
С момента заказа на разработку 20 февраля 1958 года до создания двигателя прошло девять месяцев. Для создания нового агрегата были использованы узлы и камера сгорания РД-0102. Было проведено 58 статических испытаний 27 двигателей.
Между 1959 и 1960 годами двигатель был модифицирован с целью повышения надёжности для пилотируемых полётов. Тяга также была увеличена на 2 % благодаря усовершенствованным элементам впрыска. Кроме того, в его конструкции было применено новшество, приписываемое С. А. Косбергу, которое стало основным для советских (а затем и российских) двигателей. В нём использовалась гофрированная металлическая конструкция рубашек охлаждения, при этом нижняя часть сопла не имела внешней обшивки для снижения веса. Это позволило снизить вес на 9,3 % даже при увеличенной тяге. Эта новая версия была названа РД-0109 и поступила на вооружение 22 декабря 1960 года, впервые использована при запуске космического корабля «Восток» на борту корабля «Восток-К».
Первые лётные испытания прошли в 1960 году, а в 1961 году двигатель участвовал в выведении корабля Восток с Ю. А. Гагариным на борту. Использовался для запуска искусственных спутников Земли серии «Космос», «Метеор», «Электрон», в том числе, на синхронно-солнечную орбиту. В случае выведения на ССО ракета «Восток-2М» была более удобным выбором, чем более мощная ракета «Союз», благодаря большей длительности активного участка, и возможностью прямого выведения на орбиту высотой 500 км.
Производился РД-0109 на Воронежском механическом заводе.

## Конструкция
Двигатель выполнен по открытой схеме. Состоит из турбонасосного агрегата, работающего на основных компонентах топлива, и камеры сгорания. Управление вектором тяги осуществляется сбросом газа после турбины ТНА в управляющие сопла. Управляющие сопла не являются частью конструкции двигателя, а относятся к конструкции Блока Е ракеты «Восток».

## Интересные факты
Ю. А. Гагарин, в конце выведения на орбиту, при радиообмене с «Зарёй», воскликнул «Косберг сработал!», имея в виду руководителя ОКБ-154 (так тогда называлось КБХА), фамилия которого, так же, как и фамилии других руководителей ракетных и атомных предприятий, была строго засекречена. Однако, никакого формального наказания Гагарин не понёс.